# Atyphella conspicua
Atyphella conspicua is een keversoort uit de familie glimwormen (Lampyridae). De wetenschappelijke naam van de soort werd voor het eerst geldig gepubliceerd in 2000 door Ballantyne in Ballantyne & Lambkin.